# Kurator (internet)
Innehållskurator är i Internetsammanhang att en person eller ett team jobbar med att hitta relevant innehåll såsom bilder, videor, texter och recensioner i externa kanaler som de sedan skriver en mycket kort text till och slutligen publicerar i sin egen kanal. Syftet med innehållskurerande är att skapa en attraktiv kanal där ens målgrupp kan hitta intressant innehåll. Innehållskurerande sker oftast i form av att man publicerar Youtube-videor, bilder eller infografik.

## Upphovsrättsligt gränsland
Innehållskurerande är ofta rent tekniskt ett upphovsrättsligt brott, däremot kan själva spridningen av innehållet ge ett värde för upphovsmannen. 

## Exempel
Tydliga exempel på webbplatser som inte skapar eget innehåll utan endast kurerar andra kanalers innehåll är:
- Skrolla
- Lajkat
- Feber